# Hallormsstaður
Hallormsstaður is een plaatsje in het oosten van IJsland in de regio Austurland met 48 inwoners. Het hoort samen met Egilsstaðir, Fellabær en Eiðar tot de gemeente Fljótsdalshérað. Hallormsstaður ligt aan de oostzijde van het Lagarfljót, een brede rivier. 

## Bezienswaardigheid
Het grootste bos van IJsland (ruim 1200 hectare) ligt in de buurt van Hallormsstaður. Er zijn meer dan 50 boomsoorten te vinden waaronder de hoogste boom van IJsland, een Russische Lariks van twintig meter hoog.